# Syngonosaurus
Syngonosaurus je pochybný rod ptakopánvého ornitopodního dinosaura, žijícího v období rané křídy (nebo rané svrchní křídy) na území dnešní Velké Británie.

## Popis
Typový druh Syngonosaurus byl formálně popsán v roce 1879 britským paleontologem Harrym Govierem Seeleym na základě fosilií objevených v souvrství Cambridge Greensand (Trumpington, hrabství Cambridge). Původně byl tento taxon považován za ankylosaura (konkrétně rod Acanthopholis), dnes je spíše považován za ornitopoda, ovšem v rámci kategorie nomen dubium (pochybné vědecké jméno).
Vědecká studie, publikovaná v září roku 2020 definitivně stanovila, že tento taxon představuje blíže neurčitelného zástupce kladu Iguanodontia, nejednalo se tedy o ankylosaura.